# Nadezhda Nguen
Nadezhda Mey Tuy Nguen –en búlgaro, Надежда Нгуен– (1 de julio de 2000) es una deportista búlgara que compite en halterofilia. Ganó una medalla de oro en el Campeonato Europeo de Halterofilia de 2021, en la categoría de 45 kg.

## Palmarés internacional
| Campeonato Europeo | Campeonato Europeo | Campeonato Europeo | Campeonato Europeo |
| Año                | Lugar              | Medalla            | Categoría          |
| ------------------ | ------------------ | ------------------ | ------------------ |
| 2021               | Moscú (Rusia)      | Medalla de oro     | 45 kg              |